# Kenep (Sukoharjo)
Kenep is een bestuurslaag in het regentschap Sukoharjo van de provincie Midden-Java, Indonesië. Kenep telt 4705 inwoners (volkstelling 2010).